# Alan Fine
Alan Fine é o atual presidente da Marvel Entertainment.

## Infância e educação
Fine frequentou a Universidade de Rhode Island para receber um diploma de Bacharel em Artes.

## Carreira
Fine mais tarde se tornou vice-presidente sênior de marketing da Coleco Toys. Na Caldor, divisão da May Stores Company, ele foi vice-presidente e gerente da divisão de mercadorias sazonais. Fine mais tarde se juntou à gerência da Kay-Bee Toys como vice-presidente sênior e gerente geral de mercadorias, depois foi promovido a presidente e diretor de operações. Em 1996, Fine se tornou empregado do Marvel Entertainment Group. Fine se tornou o CEO da Toy Biz, em 1998, sob a recém-fundida Marvel Enterprises. O diretor executivo da Marvel Publishing foi adicionado ao seu portfólio em 2004. Para a Marvel Characters, Inc., a unidade de licenciamento da Marvel, ele foi vice-presidente executivo e diretor de marketing. Em abril de 2009, Fine foi promovido a vice-presidente executivo do Office Chief Executive, se juntando a David Maisel, John Turitzin e Isaac Perlmutter, CEO da Marvel, na supervisão de todas as operações. Fine também preside o Comitê Criativo da Marvel. Fine foi posteriormente promovido a Presidente da Marvel Entertainment.